# رون هيليارد
رون هيليارد (بالإنجليزية: Ron Hillyard)‏ هو لاعب كرة قدم بريطاني في مركز حراسة المرمى، ولد في 31 مارس 1952 في Brinsworth ‏ في المملكة المتحدة. لعب مع برايتون أند هوف ألبيون ونادي بوري ونادي غيلينغهام ونادي هارتلبول يونايتد ونادي يورك سيتي.